# Abbaye de Clairlieu
L'abbaye de Clairlieu est une ancienne abbaye cistercienne, située sur la commune de Villers-lès-Nancy, en Meurthe-et-Moselle.

## Localisation
L'abbaye de Clairlieu se situait à six kilomètres à l’ouest de Nancy, entre Villers-lès-Nancy et Maron, près de la forêt de Haye dans une gorge profonde où un ruisseau alimentait jadis un étang, à l'entrée de Clairlieu, quartier de Villers-lès-Nancy.

## Histoire

### Les prémices
Vers l’an 1150 le premier établissement de pères de Cîteaux est dû à Gérard II, comte de Vaudémont et frère d’Eudes de Vaudémont, évêque de Toul, qui fait venir de l’abbaye de Bithaine un moine nommé Vidric et quelques religieux. Ceux-ci s’établissent d’abord  en un lieu près de Chaligny, nommé Ferrière,, « d’où ils furent chassés par la malice de habitans », leur principale activité était alors l'extraction et l'exploitation du fer à des fins domestiques.

### La fondation
Le 1er mai 1159 Mathieu Ier, duc de Lorraine, leur donne un terrain considérable de pâture pour leurs troupeaux. C'est en cet endroit appelé Ameuleu ou Amerlieu, que le duc Mathieu renommera Clarus locus (Clairlieu), que la construction de l'abbaye commence en 1160 en bordure de la forêt de Haye. Les moines défrichent un terrain rempli de ronces et y bâtissent une église longtemps réputée comme l'une des plus belles de la contrée. Ils semblent ne s'y installer qu'en 1164 et la construction s'étalera jusqu'au début du XIIIe siècle. Certaines fouilles archéologiques de la fin du XIXe siècle suggèrent que l'endroit avait déjà connu une construction romaine et même qu'un atelier sidérurgique y était présent.
Dédié à la Sainte Vierge, l'établissement compte douze religieux, autant de frères convers et Vidric reste à sa tête jusqu’en 1165. L’abbaye est placée sous la protection du pape par une bulle de Lucius III en 1182, renouvelée par Célestin III. Au siècle suivant, Innocent IV confirme les privilèges des abbayes cisterciennes de Lorraine contre les empiétements du doyen de l’église Saint-Gengoult de Toul. Véritable sanctuaire du duché l'abbaye connaît une ère faste. Cependant à partir de 1354, l'abbaye de Clairlieu est confrontée aux violences des guerres, en particulier celle des Bourguignons qui ruinent ses bâtiments lors du second siège de Nancy par Charles le Téméraire.

### La commende
L’abbaye passe sous le régime de la commende en 1541. Le premier bénéficiaire est Henri de Haraucourt, moine de l'abbaye Saint-Èvre de Toul qui a pour successeurs Anne et René du Châtelet, puis le cardinal Charles de Lorraine, fils du duc Charles III. Celui-ci se démet de cette dignité au profit du chapitre de la nouvelle église Primatiale fondée par son père. La charge d'abbé commendataire est alors supprimée et les biens qui formaient la mense abbatiale affectés à celle du Primat. En échange de cet abandon, les religieux regagnent le droit d'élire régulièrement leur abbé. Ce concordat est ratifié par Charles III le 7 août 1604.

### Et après
Jean Martin, docteur en théologie est élevé à la dignité abbatiale par les suffrages des religieux de Clairlieu. Son administration, de 1604 à 1631, occupe une large place dans les annales de l’abbaye. Celle-ci lui doit l'atelier typographique qu'il fonde avec un imprimeur du nom de Jean Savine dès 1606. Cette imprimerie y subsiste jusqu'en 1610 avant d’être transférée à Nancy dans l'hôtel de Clairlieu, contiguë à l’actuel hôtel de la Monnaie, propriété de l'abbaye. Quand Dom Jean Martin meurt en 1631 il a connu la période la plus brillante de son monastère et il disparait à temps pour ne pas assister à sa décadence. L'abbaye de Clairlieu souffrira de la guerre, la peste et la domination étrangère.
Le règne de Louis XIV augmente encore l’incertitude dans la gouvernance de l’abbaye et la tentative de renouveau du XVIIe siècle y sera un échec. Le trouble persiste jusqu’en 1698, époque où la Lorraine est rendue à Léopold. Dès le 10 mars, celui-ci fait prendre par la Cour souveraine un arrêt rétablissant Dom Charlot dans sa dignité abbatiale. Un dortoir est ajouté à l'étage en 1709 mais, malgré le soutien du duc et celui de son successeur, l'abbaye de Clairlieu était retombée en 1756 dans l'état misérable où celui-ci l'avait trouvée en rentrant dans ses États. Appauvrie, à la révolution, l'abbaye est démolie en 1791 comme la plupart des monastères français. Juste avant sa démolition, l'architecte Poirot décrira le lieu ainsi : « tous ces bâtiments sont fort vieux et la plus grande partie en très mauvais état ainsi que les murs d'enceinte ».

## Architecture et description

Plan des ruines de l’abbaye.

### L'abbatiale
L'église, réputée « la plus vaste, la plus magnifique de tout le pays » avait deux portes dont l'une de fer. Elle s’étendait du sud-est au nord-ouest en forme de croix latine, sur une longueur totale de 27 mètres environ (des mesures récentes à la suite de fouilles font état de 46 mètres). Elle est de type cistercien primitif, à chevet plat et à trois nefs, orientée est/ouest. Sa nef principale, haute de 14 mètres sous clé de voûte, avait une élévation double de celle des collatéraux dont la séparaient d’énormes piliers quadrangulaires. Le chœur est dédoublé et surélevé d'une cinquantaine de centimètres par rapport au transept. De chaque côté de celui-ci se trouvent deux chapelles (quatre chapelles en tout). Dans la nef centrale, le chœur des moines contenait des stalles et des boiseries, de niveau inférieur au transept.

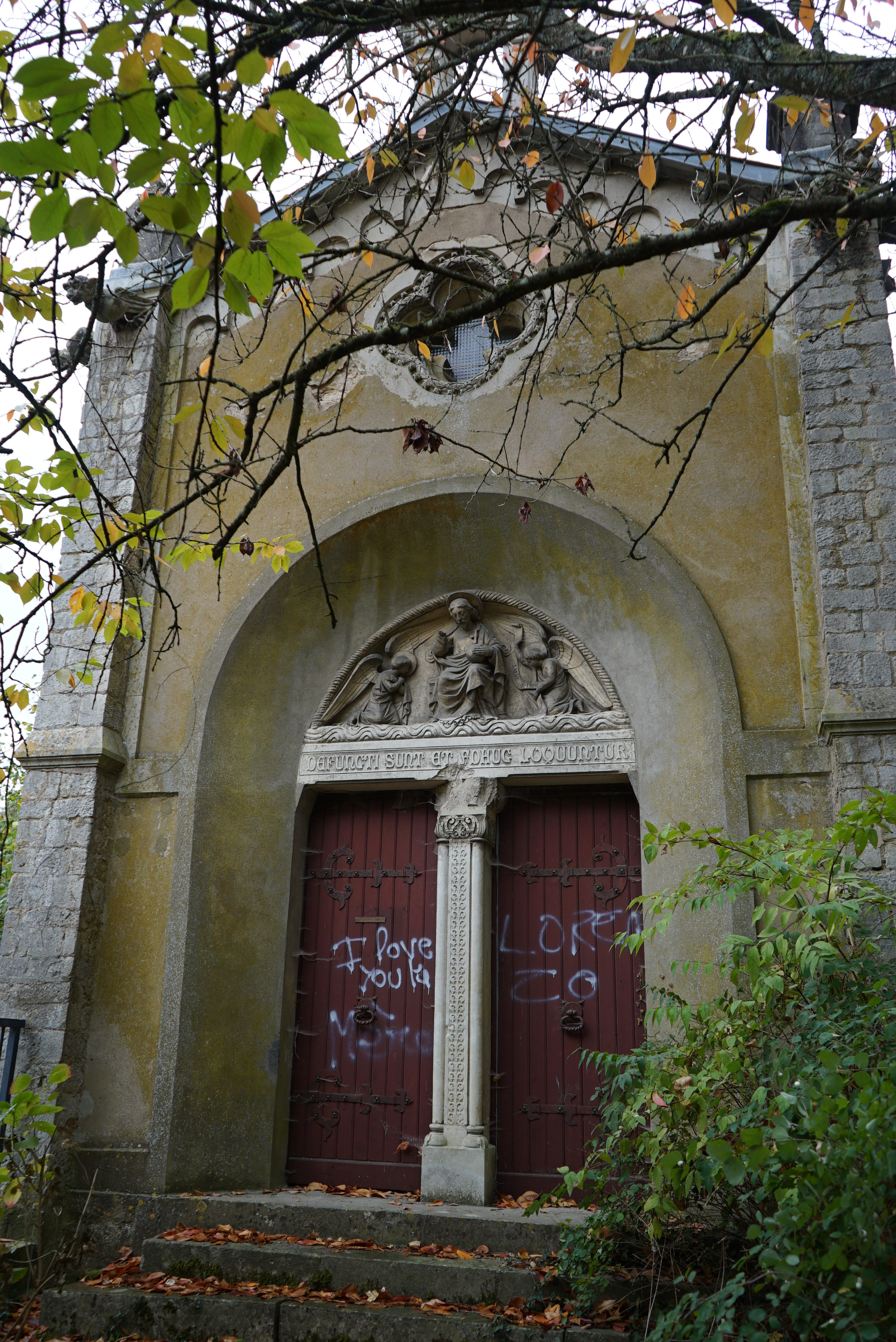
Portail de la chapelle de Remicourt, proche de celui de l’abbaye.

On y accédait par sept marches de l’extérieur et trois par le cloître. Bâtie en pierres de taille, ce devait être un bel exemple de style roman si on juge des fragments recueillis : bases rectangulaires à moulures simples, tronçons de colonnes, membres de voussures et d’archivoltes, éclats de corniches et de chapiteaux, arcs de roses, arrondis ou lenticulaires. Le chœur des religieux et des infirmes était planchéié. Le portail ressemblait à celui du prieuré Notre-Dame de Nancy, visible dans le parc de Remicourt, et de celui de Laître-sous-Amance. On y voyait les tombeaux du duc Matthieu, le fondateur, et de la duchesse Berthe, son épouse, ainsi que plusieurs monuments des plus illustres maisons de Lorraine.

### Le cloître et les bâtiments conventuels
Les fouilles archéologiques, faites par Étienne Louis et le professeur Pierre Pégeot avec l'Association des Amis de l'Histoire de Villers-lès-Nancy et la DRAC, s'étalent de 1980 à 1988. À leur début, la totalité des vestiges étaient enterrés. Elles ont permis de retrouver l'emplacement de l'abbaye, sans toutefois la dégager entièrement. L'abbaye ayant peu changé depuis sa fondation, un plan a pu en être dessiné. La cour du cloître était rectangulaire et mesurait 20×21 m. Elle était entourée de bâtiments monastiques. Le cloître comportait probablement des arcades primitives et des gros piliers d'angle. Il a été entièrement refait entre le XVIIe et le XVIIIe siècle. Le bâtiment des moines, tout en longueur, comprenait plusieurs pièces : 

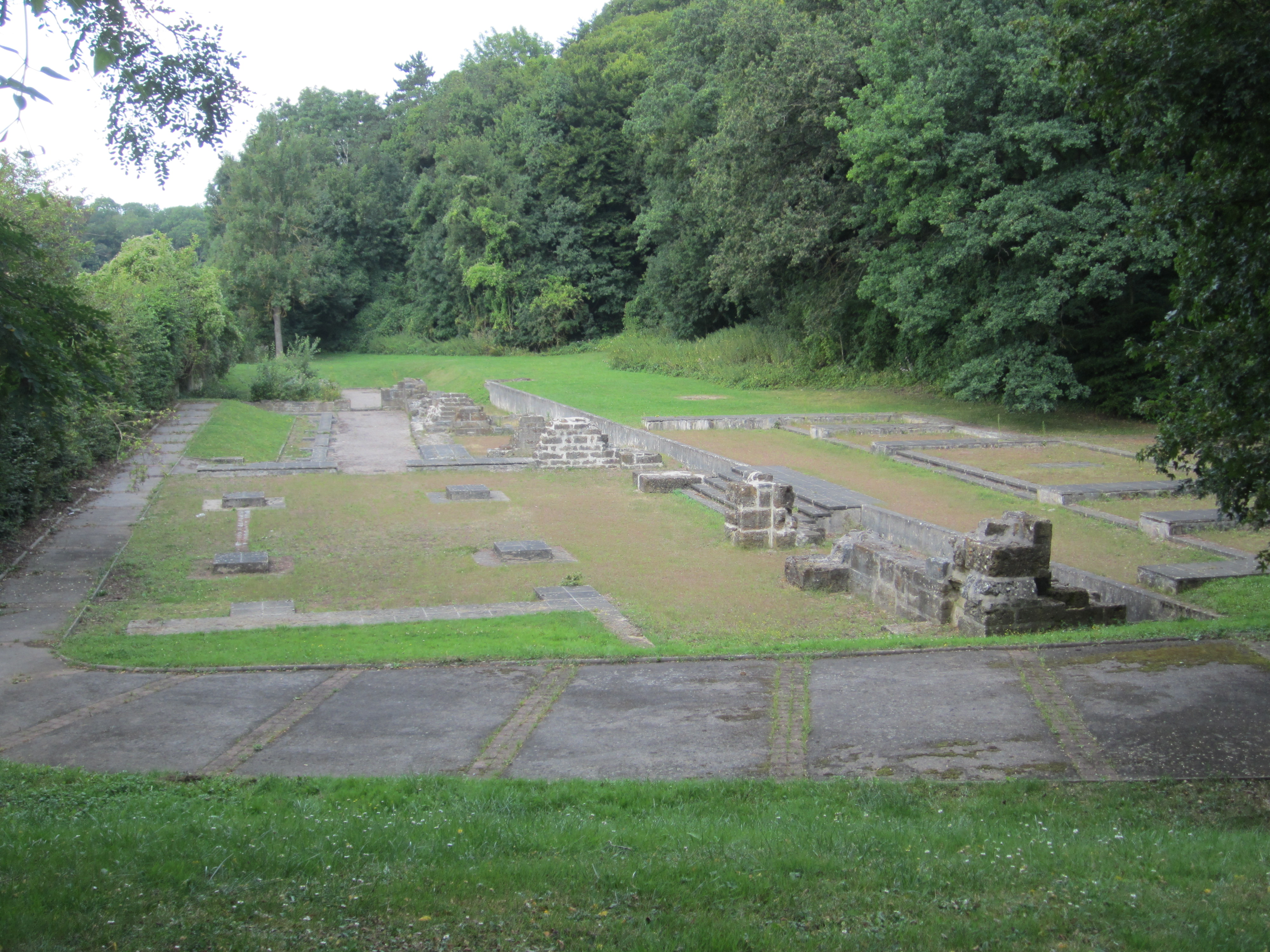
Ruines de l'abbaye de Clairlieu.

- une petite salle capitulaire voûtée à deux piliers de front, peu étendue et peu profonde,
- une salle des moines avec un dortoir à l'étage,
- et au nord de celui-ci le réfectoire,
- La prison est voisine et au XVIIIe siècle on y note une imprimerie.

Seul le chauffoir subsiste, réaménagé en cuisine du XVe au XVIIIe siècle avec la construction d'une cheminée monumentale. Les latrines se situaient derrière le réfectoire desservies par un égout collecteur qui a servi par la suite de dépotoir. L'eau provenait directement du ruisseau de la Sance. Plus au nord se situent les jardins, dépendances et ateliers encore non fouillés. Un colombier se trouve à l’extérieur de la clôture au milieu d'un grand fossé rempli d'eau desservi par une nacelle.

## Filiations et dépendances
Fille de Bithaine, Clairlieu est richement doté dès sa naissance. 

### Les moulins
Les grands moulins de Nancy lui sont donnés à sa fondation. Repris temporairement par Jacques de Lorraine, évêque de Metz, et son frère Renaut, comte de Castres, en échange de quelques dédommagements, ils lui sont rendus en 1257 par le duc Ferry III, fils de Mathieu. À savoir :
- le moulin qui était intra-muros,
- celui qui était extra-muros,
- celui de Neuveville[note 2],
- et celui de Barambreux.

Le duc précise que Remicourt, Vendeuvres, Pixérécourt, Mâchéville, Essey, Mont-Martemont, Saussures, Tomblaine, Bosserville, Fléville, Gélaucourt, Boncourt et Manoncourt seront banaux auxdits moulins.

### Les granges et autres biens
Outre l’actuel hôtel de la Monnaie, l'abbaye possède aussi des biens en ville. En 1193, Gauthier de Nancy ayant pris l'habit religieux à Clairlieu, lui laisse trois maisons à Nancy, tout ce qu'il possède sur le ban de cette ville, deux vignes à Laxou, sa part dans le bois de Saulxures et ce qu'il avait à Remoncourt. L'abbaye possède aussi de nombreuses granges, comme celles de : 
- la Forêt,
- Gimay,
- Bedon,
- et Haguervillers[15].

L'abbaye de Clairlieu exerça aussi sa souveraineté sur le village de Villers.
Selon Benoît Picart, une ferme, la ferme des gimels, y est présente au moins au XVIIIe siècle et dépendait à l'origine de Pierre-la-Treiche :
« La ferme des gimels de l'Abaye de Clerlieu dépendoit de Pierre : les comtes de Toul à qui elle apartenoit, la donnerent à cette Abaye. »

## Liste des abbés de Clairlieu

### Les premiers abbés
- Widric Ier ; moine de Bithaine, il conduisait la colonie qui s'établit à Ferrière en 1150.
- Jacob 1165-1175
- Widric II, 1175-1183
- Walo, 1183-1194
- Pierre Ier, 1194-1196
- Hugo, 1194
- Etienne, 1195-1200
- Guido,
- Pierre II, 1293-1300
- Louis, 1305
- Reinier Ier, 1314
- Jean Ier, 1315
- Philippe, 1324
- Reinier II, 1328
- Everard, 1330-1350
- Clément, 1352
- Henri Ier, 1356-1358
- Pierre III, 1359
- Jean II de Goute, 1374
- Jean III de Houdemont, 1389-1393
- Didier Dortemont, 1395-1397
- Dominique Ier de Varangéville, 1397
- Jean IV, 1400, 1408
- Dominique II de Chavigny
- Jean V de Gerbévillers, 1432-1449
- Dominique III de Clévi, 1493-1509
- Cuni Forville de Rosières, 1509-1541

### Les abbés commendataires
- Henri de Haraucourt
- Anne du Châtelet
- René du Châtelet
- Charles de Lorraine, fils du duc Charles III

### Les derniers abbés élus
- Charles-Chrétien du Gournay, 1632
- François Breffaut, 1637
- Claude Bichet, neveu du précédent, 1664
- Pierre IV Charlot, Louis XIV à renoncer à son titre et nomma à sa place, Dom Bonnet, qui y resta jusqu'en 1698. À cette époque, Dom Charlot fut remis en possession de sa dignité par Léopold.
- Charles Pancheron, 1729
- Melchior de Guronski, 1751
- Paul-Théodore Haboury, nommé par Louis XV, du 9 février 1768, contrairement au droit d'élection des religieux.